# Deceivers Both
Deceivers Both è un cortometraggio muto del 1913 diretto da Hay Plumb.

## Trama
Un Pari si finge autista e si innamora della cameriera che, in realtà, è la figlia del suo datore di lavoro.

## Produzione
Il film fu prodotto dalla Hepworth.

## Distribuzione
Distribuito dalla Hepworth, il film - un cortometraggio in una bobina - uscì nelle sale cinematografiche britanniche nel febbraio 1913.
Fu distrutto nel 1924 dallo stesso produttore, Cecil M. Hepworth. Fallito, in gravissime difficoltà finanziarie, Hepworth pensò in questo modo di poter almeno recuperare il nitrato d'argento della pellicola.